# Вълшебната пещера
„Вълшебната пещера“ (на английски: Magic Camp) е американско фентъзи от 2020 година на режисьора Марк Уотърс, по сценарий на Мика Фицерман-Блу, Ноа Харпстър, Мат Спайсър, Макс Уинклер, Дан Грегър, Дъг Манд, Гейб Сакс и Джеф Джуда. Във филма участват Адам ДеВайн, Джефри Тамбор и Джилиан Джейкъбс. Филмът е пуснат по Дисни+ на 14 август 2020 г.